# Осёнка (река)
Осёнка — река в России, протекает по Ступинскому и Коломенскому районам Московской области. Правый приток Северки.
Берёт начало у села Верховлянь. Течёт на северо-восток. Устье реки находится у посёлка Индустрия в 15 км по правому берегу реки Северки. Длина реки составляет 24 км, площадь водосборного бассейна — 120 км².
В нижнем течении на реке образовано множество прудов рыбхоза «Осёнка». Вдоль верхнего течения реки проходят туристические маршруты.
Вдоль течения реки расположены населённые пункты Верховлянь, Медведево, Васьково, Марьинка, Малое Лупаково, Субботово, Печенцино, Подмалинки, Осенка, Городище-Юшково.
По данным Государственного водного реестра России, относится к Окскому бассейновому округу. Речной бассейн — Ока, речной подбассейн — бассейны притоков Оки до впадения Мокши, водохозяйственный участок — Москва от водомерного поста в деревне Заозерье до города Коломны.